# Blue Murder
Blue Murder är en brittisk kriminaldramaserie vars första säsong hade premiär på ITV den 18 maj 2003. Serien består av 5 säsongen och avslutades 12 oktober 2009. Serien är skapad av Cath Staincliffe.

## Handling
Serien utspelar sig i Manchester och handlar om kriminalkommissarien Janine Lewis (Caroline Quentin) som är passionerat engagerad i både sina barn och sitt arbete.

## Rollista (i urval)
- Caroline Quentin - Janine Lewis
- Ian Kelsey - Richard Mayne
- Paul Loughran - Ian Butchers
- Rhea Bailey - Lisa Goodall
- David Schofield - James Hackett
- Saskia Wickham - Louise Hogg
- Ceallach Spellman - Tom Lewis
- Joe Tucker as Pete Lewis